# Rocconota annulicornis
Rocconota annulicornis är en insektsart som först beskrevs av Carl Stål 1872.  Rocconota annulicornis ingår i släktet Rocconota och familjen rovskinnbaggar. Inga underarter finns listade i Catalogue of Life.